# Gerd Bogislav von Below
Gerd Bogislav von Below (* 30. Juli 1726 in Peest; † 20. September 1786 in Köslin) war ein königlich-preußischer Oberst und Kommandeur eines Grenadierbataillons sowie Ritter des Pour le Mérite.

## Leben
Seine Eltern waren Heino Friedrich von Below (* 1681; † 1750), Landrat des Schlawe-Pollnowschen Kreises, und dessen Gemahlin Charlotte Luise († 1757), eine geborene von Wobeser aus dem Hause Klein-Silkow.
Er wurde 1743 Fahnenjunker im Infanterie-Regiment Nr. 2, 1745 Fähnrich und 1755 Seconde-Lieutenant, schon im Jahre darauf 1756 Premier-Lieutenant. Im Jahre 1760 wurde er Stabshauptmann und wirklicher Hauptmann. Am 10. Juli 1773 wurde er Major und Kommandeur eines Grenadierbataillons, das aus zwei Grenadier-Kompanien des Regiments Nr. 17 und zwei des Regiments Nr. 22 gebildet wurde. Am 13. Juni 1782 wurde er Oberstleutnant und am 4. Oktober 1784 Oberst. Bereits im Juni 1783 hatte er den Orden Pour le Mérite erhalten. Er starb im September 1786.
In den Kriegen seit 1744 war er an den Schlachten bei Hohenfriedberg, Soor, Lobositz, Prag, Kolin, Breslau, Hochkirch und Torgau beteiligt, dazu bei den Gefechten von Görlitz und Jauernick.

## Familie
Er war mit Friderike Lousie von Below (* 18. Oktober 1746; † 30. Oktober 1798 in Palow) aus dem Haus Dänow verheiratet. Das Paar hatte folgende Kinder:
- Gustav Ernst Ludwig (* 24. November 1767 in Köslin; † 1. Februar 1794 in Mainz)
- Friedrich Georg Wilhelm (* 12. Februar 1769; † 26. Februar 1812 in Reblin), Landrat des Kreises Schlawe ⚭ 1795 Friederike Auguste Elisabeth von Bornstedt, (* 1772; † 21. Dezember 1812 in Reblin)
- Charlotta Luise († nach 1816)
- Karoline Wilhelmine
- Heinrich Sigismund Bogislaw (* 8. August 1771 in Köslin; † 31. August 1834 in Peest) ⚭ 1795 Friederike Agnes Christiane von Küssow (* 1. Oktober 1778 in Bütow; † 20. Mai 1826 in Peest)
- Karl Friedrich Leopold († nach 1794)
- Henriette Sophie (* 9. Mai 1776; † 1857) ⚭ 1796 Wilhelm Karl von Below, (* 5. Juni 1754; † 15. März 1798 in Dünnow)
- Ferdinand Lorenz Philipp (* 24. August 1777 in Köslin; † 24. März 1830 in Bielefeld) ⚭ Johanne Charlotte Schiffert, (* 1773)
- Wilhelm Heinrich Gottfried (* 20. Oktober 1782; † 1853 in Stolp) ⚭ Wilhelmine Henriette Tugendreich von Below, (* 5. März 1797 in Reblin; † 4. März 1867)